# Nointot
Nointot [nwɛ̃to] ist ein Dorf und eine Gemeinde mit 1.369 Einwohnern (Stand: 1. Januar 2022) im  französischen Département Seine-Maritime in der Region Normandie. Die Gemeinde gehört zum Arrondissement Le Havre und zum Kanton Bolbec.

## Geografie

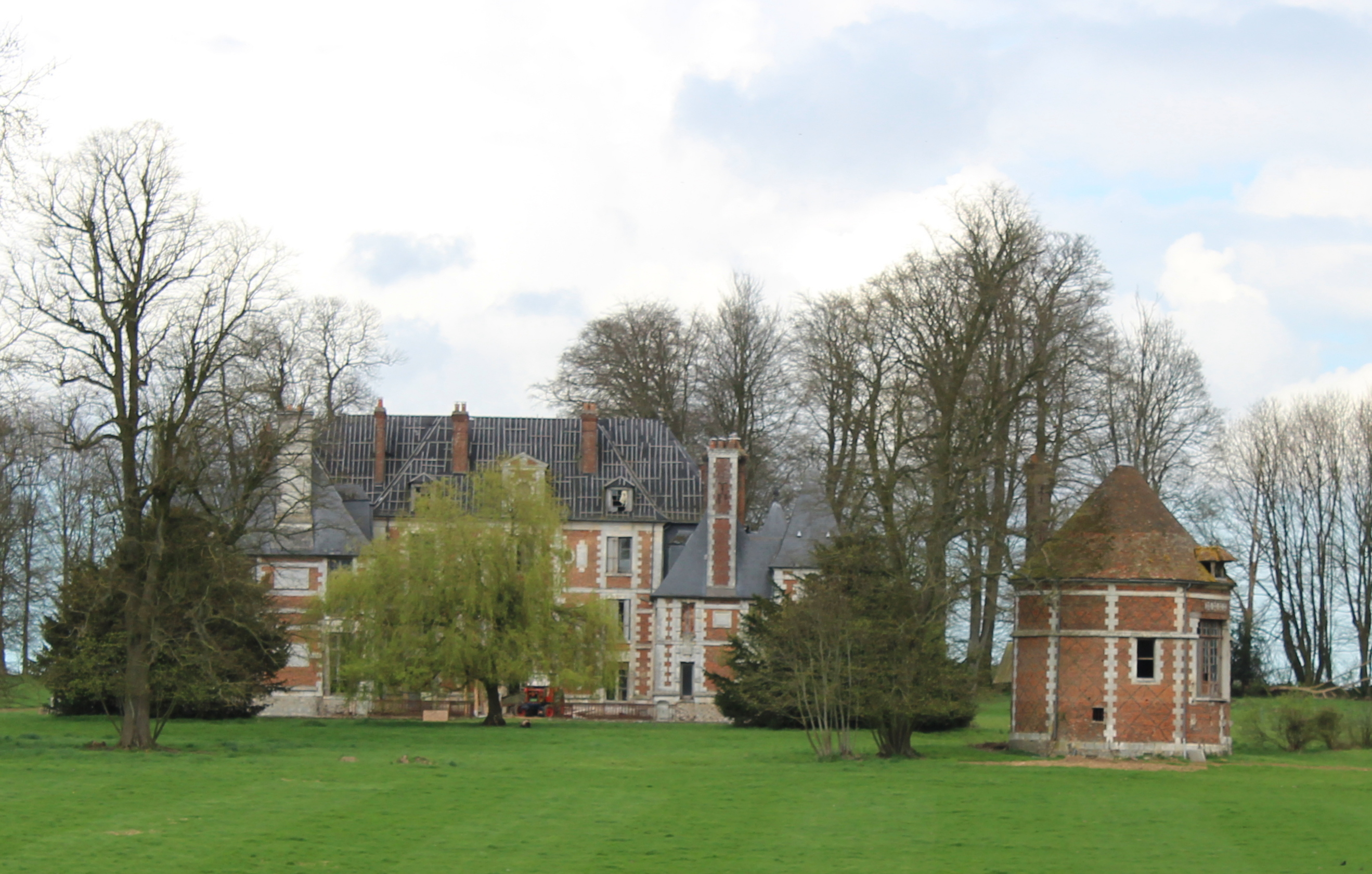
Château de Baclair

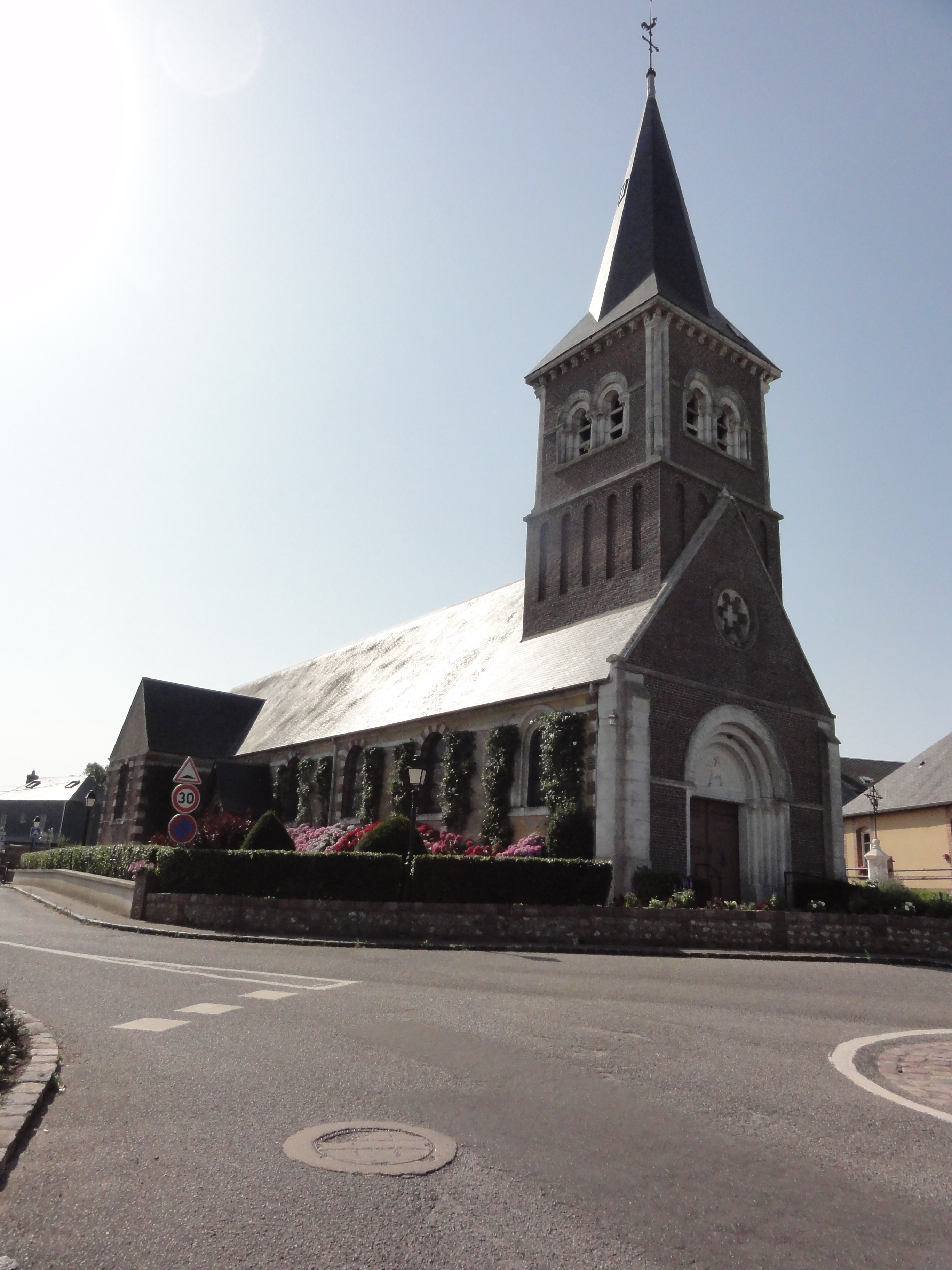
Kirche Saint-Sauveur

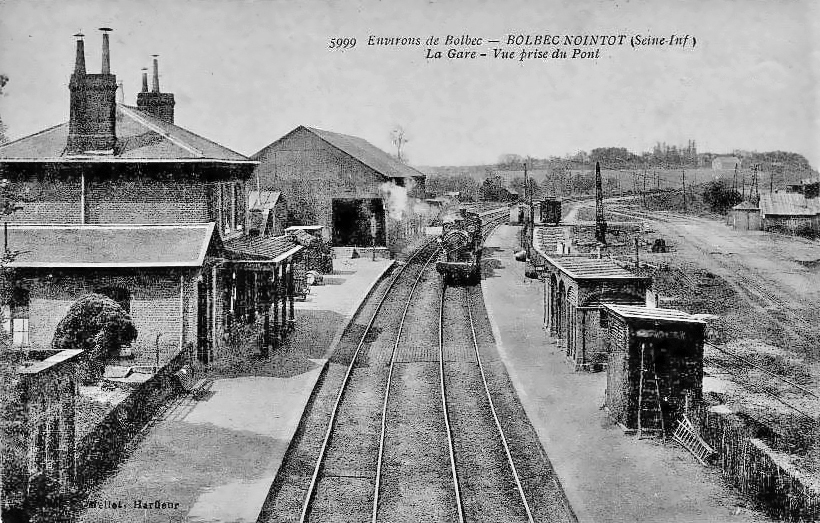
Bahnhof Bolbec-Nointot um 1900

Nointot ist eine Landgemeinde im Pays de Caux und liegt etwa 29 Kilometer ostnordöstlich von Le Havre. Umgeben wird Nointot von den Nachbargemeinden Bernières im Norden, Rouville im Norden und Nordosten, Raffetot im Osten, Bolbec im Süden, Saint-Jean-de-la-Neuville im Südwesten sowie Mirville im Westen.
| Bevölkerungsentwicklung   | Bevölkerungsentwicklung | Bevölkerungsentwicklung | Bevölkerungsentwicklung | Bevölkerungsentwicklung | Bevölkerungsentwicklung | Bevölkerungsentwicklung | Bevölkerungsentwicklung | Bevölkerungsentwicklung |
| ------------------------- | ----------------------- | ----------------------- | ----------------------- | ----------------------- | ----------------------- | ----------------------- | ----------------------- | ----------------------- |
| Jahr                      | 1962                    | 1968                    | 1975                    | 1982                    | 1990                    | 1999                    | 2006                    | 2013                    |
| Einwohner                 | 746                     | 723                     | 931                     | 980                     | 1037                    | 1056                    | 1234                    | 1403                    |
| Quelle: Cassini und INSEE |                         |                         |                         |                         |                         |                         |                         |                         |

## Sehenswürdigkeiten
- Kirche Saint-Sauveur aus dem 19. Jahrhundert
- Schlösser Château de la Houssaye und Château de Baclair
- Eisenbahnbrücke von 1844

## Verkehr
Der ehemalige Bahnhof Bolbec-Nointot lag knapp hinter der Gemeindegrenze auf dem Gebiet der Nachbargemeinde Bolbec. Er wurde am 22. März 1847 an der Bahnstrecke Paris–Le Havre eröffnet und wies bis 2019 Personenverkehr auf.
Durch die Gemeinde führt die Autobahn A 29, die nächste Anschlussstelle (7-Bolbec) liegt in der Gemeinde Saint-Jean-de-la-Neuville.

## Persönlichkeiten
- Charles Bouillaud (1904–1965), Schauspieler